# Salvatore Bagni
Salvatore Bagni (Correggio, 25 september 1956) is een voormalig Italiaanse voetballer die onder andere voor Inter Milaan en Napoli uitkwam. Met Napoli werd hij in 1987 landskampioen en won hij de Coppa Italia, aan de zijde van de legendarische Diego Maradona.

## Interlandcarrière
Bagni speelde in totaal 41 wedstrijden voor de Italiaanse nationale ploeg. Hij scoorde vier keer voor zijn vaderland. Zijn debuut maakte hij op dinsdag 6 januari 1981 tijdens de Mundialito. In het duel tegen Nederland (1-1) viel Bagni na rust in voor aanvaller Bruno Conti. Hij zat tevens in de selectie die deelnam aan het WK 1986 en deed mee aan de Olympische Zomerspelen 1984.
| Interlanddoelpunten | Interlanddoelpunten | Interlanddoelpunten | Interlanddoelpunten        | Interlanddoelpunten | Interlanddoelpunten | Interlanddoelpunten | Interlanddoelpunten |
| #                   | Datum               | Locatie             | Wedstrijd                  | Goal(s)             | Score               | Uitslag             | Wedstrijd           |
| ------------------- | ------------------- | ------------------- | -------------------------- | ------------------- | ------------------- | ------------------- | ------------------- |
| 1                   | 04/02/1984          | Rome                | Italië – Mexico            | 1'                  | 1 – 0               | 5 – 0               | Oefeninterland      |
| 2                   | 07/04/1984          | Verona              | Italië – Tsjecho-Slowakije | 33'                 | 1 – 0               | 1 – 1               | Oefeninterland      |
| 3                   | 06/06/1985          | Mexico-Stad         | Engeland – Italië          | 73'                 | 0 – 1               | 1 – 2               | Oefeninterland      |
| 4                   | 24/01/1987          | Bergamo             | Italië – Malta             | 4'                  | 1 – 0               | 5 – 0               | EK-kwalificatie     |

## Erelijst
SSC Napoli
- Serie A

1987